# Nekrolog 4. Quartal 1911
Nekrolog
◄◄
| ◄
| 1907
| 1908
| 1909
| 1910
| 1911 | 1912 | 1913 | 1914 | 1915 | ► | ►►
1. Quartal |
2. Quartal |
3. Quartal |
4. Quartal 1911
Weitere Ereignisse | Allgemeiner Nekrolog 1911
Die Beschreibung der verstorbenen Person sollte so kurz wie möglich gehalten sein und nur deren signifikante Tätigkeit(en) enthalten.
Neue Namen ggf. auch unter dem Geburts- und Sterbedatum, also etwa unter 1. Januar und im Geburts- und Sterbejahr (2024) eintragen (nur bei entsprechender großer Wichtigkeit). Für Beispiele siehe die schon vorhandenen Artikel.
Außerdem über die fünf zuletzt Verstorbenen, zu denen es einen ausreichend guten Artikel für eine Präsentation auf der Hauptseite gibt, nach der todesbedingten Überarbeitung der Artikel ggf. auch unter Wikipedia Diskussion:Hauptseite informieren und sie am besten auch in den anderen Wikipedia-Sprachversionen eintragen. Tipp: Regelmäßig bei news.google.de nach „ist tot“, „gestorben“ oder „verstorben“ suchen.
Wenn eine Person gestorben ist, gibt es viele Seiten zu dieser Person in der Wikipedia, die davon auch betroffen sind und entsprechend aktualisiert werden müssen. Beispiele: Namenübersichtsseite, Geburtsjahr, Geburtsort-Seiten und viele mehr.
Wie finde ich die betroffenen Seiten?
Im Suchfeld auf der linken Seite gibt man den Suchbegriff so ein: „Vorname Nachname“. Dann klickt man auf Volltext und alle Seiten mit entsprechendem Suchtext werden aufgerufen. Hier sieht man dann schnell, wo auch das Todesjahr Sinn macht oder sogar ein Teil des Artikels angepasst werden muss. Auch hilft das „Werkzeug“ auf der linken Seite sehr gut, um solche Seiten aufzufinden: „Links auf diese Seite“. Somit ist die Wikipedia wieder aktuell in allen Bereichen! Hinweis: bei Eintragung der Kategorie „Gestorben JAHR“ wird der Missbrauchsfilter 49 ausgelöst, was jedoch nicht schlimm ist. Siehe: Spezial:Missbrauchsfilter/49
Dies ist eine Liste von im vierten Quartal 1911 verstorbenen bekannten Persönlichkeiten. Die Einträge erfolgen innerhalb der einzelnen Daten alphabetisch sortiert. Tiere sind im Nekrolog für Tiere zu finden.

## Oktober
| Tag         | Name                               | Beruf, bekannt als | Alter | Beleg |
| ----------- | ---------------------------------- | --- | ----- | ----- |
| 1. Oktober  | Wilhelm Dilthey                    | deutscher Theologe und Philosoph                                                                                                  | 77    |       |
| 1. Oktober  | Helene von Dönniges                | deutsche Schriftstellerin | 68    |       |
| 3. Oktober  | Carolina Beatriz Ângelo            | portugiesische Ärztin und Frauenrechtlerin                                                                                        | 33    |       |
| 3. Oktober  | John Morgan Bright                 | US-amerikanischer Politiker | 94    |       |
| 3. Oktober  | Mauro Bernardo Pietro Nardi        | italienischer Ordensgeistlicher und römisch-katholischer Weihbischof in Oppido Mamertina                                          | 75    |       |
| 4. Oktober  | Joseph Bell                        | britischer Arzt und Pionier der Forensik                                                                                          | 73    |       |
| 4. Oktober  | Victor Hadwiger                    | deutscher Schriftsteller | 32    |       |
| 5. Oktober  | Jonas G. Howard                    | US-amerikanischer Politiker | 86    |       |
| 5. Oktober  | Charles Théodore Malherbe          | französischer Komponist und Musikwissenschaftler                                                                                  | 58    |       |
| 5. Oktober  | William Sutherland                 | australischer Physiker und Chemiker                                                                                               | 52    |       |
| 5. Oktober  | Manfred von Seherr-Thoß            | deutscher Rittergutsbesitzer und Parlamentarier                                                                                   | 84    |       |
| 6. Oktober  | Axel Anthon Bjørnbo                | dänischer Mathematikhistoriker | 37    |       |
| 6. Oktober  | Emil Blenck                        | deutscher Statistiker | 78    |       |
| 6. Oktober  | Rudolph Schenck zu Schweinsberg    | deutscher Verwaltungsbeamter und Parlamentarier                                                                                   | 56    |       |
| 6. Oktober  | James Spearman Winter              | kanadischer Politiker und Premierminister der Kronkolonie Neufundland                                                             | 66    |       |
| 7. Oktober  | Gustav Hauck                       | Zigarrenfabrikant, Präsident der Handelskammer Heilbronn                                                                          | 74    |       |
| 7. Oktober  | August Holmberg                    | deutscher Maler und Bildhauer | 60    |       |
| 7. Oktober  | Karl von Horn                      | preußischer Politiker, Geheimer Regierungsrat und Regierungspräsident des Regierungsbezirks Marienwerder (1891–1901)              | 77    |       |
| 7. Oktober  | John Hughlings Jackson             | englischer Neurologe | 76    |       |
| 7. Oktober  | Elmer McCurdy                      | US-amerikanischer Zug- und Bankräuber                                                                                             | 31    |       |
| 7. Oktober  | Joseph V. Quarles                  | US-amerikanischer Jurist und Politiker                                                                                            | 67    |       |
| 7. Oktober  | Alexander Wielemans von Monteforte | österreichischer Architekt | 68    |       |
| 7. Oktober  | Emil von Xylander                  | bayerischer Generaloberst | 76    |       |
| 8. Oktober  | Lee Batchelor                      | australischer Politiker und Außenminister                                                                                         | 46    |       |
| 8. Oktober  | Max Filke                          | deutscher Komponist und Kirchenmusiker                                                                                            | 56    |       |
| 8. Oktober  | Jakob Pennrich                     | Landtagsabgeordneter Großherzogtum Hessen                                                                                         | 62    |       |
| 9. Oktober  | Cornelius Newton Bliss             | US-amerikanischer Politiker | 78    |       |
| 9. Oktober  | Antonio Borrero Cortázar           | ecuadorianischer Politiker, Vizepräsident und Präsident von Ecuador                                                               | 83    |       |
| 9. Oktober  | M. M. Evans                        | US-amerikanischer Politiker | 61    |       |
| 9. Oktober  | Ludwig Stern                       | deutscher Orientalist, Ägyptologe, Koptologe und Keltologe                                                                        | 65    |       |
| 9. Oktober  | Emil Tscheuschner                  | deutscher Ziegeleibesitzer und Schriftsteller                                                                                     | 71    |       |
| 9. Oktober  | Wilhelm Zipperer                   | deutscher Pädagoge und Schriftsteller                                                                                             | 63    |       |
| 10. Oktober | Jack Daniel                        | US-amerikanischer Unternehmer und Gründer der Brennerei Jack Daniel’s Tennessee Whiskey                                           | 65    |       |
| 10. Oktober | Ernst Hartmann                     | Burgtheaterschauspieler und Regisseur                                                                                             | 67    |       |
| 11. Oktober | Albrecht Becker                    | deutscher Architekt | 71    |       |
| 11. Oktober | Gustav Höcker                      | deutscher Schriftsteller | 79    |       |
| 11. Oktober | Herman Kiefer                      | deutsch-amerikanischer Mediziner und Politiker sowie ein Diplomat der Vereinigten Staaten                                         | 85    |       |
| 11. Oktober | August Uihlein                     | deutsch-US-amerikanischer Unternehmer                                                                                             | 69    |       |
| 13. Oktober | Joseph Zevi Hirsch Dünner          | niederländischer Rabbiner und Autor                                                                                               | 78    |       |
| 13. Oktober | Sister Nivedita                    | irische Sozialreformerin und Autorin                                                                                              | 43    |       |
| 14. Oktober | John Marshall Harlan               | US-amerikanischer Bundesrichter                                                                                                   | 78    |       |
| 14. Oktober | Anna Judic                         | französische Schauspielerin | 61    |       |
| 14. Oktober | Hans Schmid                        | Schweizer Flugpionier | 31    |       |
| 14. Oktober | Margarete Stinnes                  | deutsche Stifterin der Augenheilanstalt Mülheim an der Ruhr                                                                       | 70    |       |
| 15. Oktober | Norman Selfe                       | englisch-australischer Ingenieur, Schiffstechniker, Erfinder                                                                      | 71    |       |
| 16. Oktober | Augustine Van de Vyver             | belgischer Geistlicher, Bischof von Richmond                                                                                      | 66    |       |
| 17. Oktober | José López Domínguez               | spanischer General und Ministerpräsident                                                                                          | 81    |       |
| 17. Oktober | Abram P. Williams                  | US-amerikanischer Politiker | 79    |       |
| 18. Oktober | Johann Hinrich Angelbeck           | deutscher Klempnermeister und Politiker, MdHB                                                                                     | 78    |       |
| 18. Oktober | Alfred Binet                       | französischer Psychologe | 54    |       |
| 18. Oktober | Christian Kröner                   | deutscher Jagd- und Landschaftsmaler                                                                                              | 73    |       |
| 19. Oktober | Eugene Burton Ely                  | amerikanischer Flugpionier, dem der erste Abflug und die erste Landung von einem provisorischen Flugzeugträger zugeschrieben wird | 24    |       |
| 19. Oktober | Benno von Heineccius               | preußischer Generalmajor | 81    |       |
| 19. Oktober | Monroe Henry Kulp                  | US-amerikanischer Politiker | 52    |       |
| 20. Oktober | Ernst Berroth                      | württembergischer Landtagsabgeordneter                                                                                            | 70    |       |
| 20. Oktober | Georg Müller-Breslau               | deutscher Maler | 55    |       |
| 21. Oktober | Stephan Lindeck                    | deutscher Physiker | 47    |       |
| 21. Oktober | Sydney Emanuel Mudd                | US-amerikanischer Politiker | 53    |       |
| 21. Oktober | Josip Vošnjak                      | österreichischer Politiker | 77    |       |
| 22. Oktober | Heinrich Knoche                    | Lehrer und Autor | 80    |       |
| 22. Oktober | Gustav von Oertzen                 | kaiserlicher Kommissar von Deutsch-Neuguinea                                                                                      | 75    |       |
| 22. Oktober | Benno Schilde                      | deutscher Unternehmer | 62    |       |
| 23. Oktober | Júlio Gonçalves Moreira            | portugiesischer Romanist und Lusitanist                                                                                           | 57    |       |
| 23. Oktober | William Onslow, 4. Earl of Onslow  | britischer Politiker und Gouverneur von Neuseeland                                                                                | 58    |       |
| 23. Oktober | Stanisław Stojałowski              | polnischer Geistlicher und Politiker                                                                                              | 66    |       |
| 25. Oktober | Édouard François André             | französischer Gärtner, Gartengestalter und Botaniker                                                                              | 71    |       |
| 25. Oktober | James O’Hanlon Patterson           | US-amerikanischer Politiker | 54    |       |
| 25. Oktober | Antoine Vessaz                     | Schweizer Politiker (FDP) | 78    |       |
| 26. Oktober | Max Jaffé                          | deutscher Pharmakologe und Biochemiker                                                                                            | 70    |       |
| 26. Oktober | Peter Verdaguer y Prat             | spanischer Geistlicher, Apostolischer Vikar von Brownsville                                                                       | 75    |       |
| 27. Oktober | Franz Schwarz                      | deutscher Steinbildhauer |       |       |
| 28. Oktober | Robert Vollmöller                  | deutscher Unternehmer | 61    |       |
| 29. Oktober | Araripe Júnior                     | brasilianischer Jurist, Literaturkritiker und Schriftsteller                                                                      | 63    |       |
| 29. Oktober | Littleton W. Moore                 | US-amerikanischer Politiker | 76    |       |
| 29. Oktober | John Motz                          | kanadischer Kommunalpolitiker und Herausgeber                                                                                     | 81    |       |
| 29. Oktober | Joseph Pulitzer                    | US-amerikanischer Journalist und Herausgeber                                                                                      | 64    |       |
| 30. Oktober | Elizabeth Herbert                  | britische Philanthropin und katholische Schriftstellerin, Ehefrau von Sidney Herbert                                              | 89    |       |
| 30. Oktober | Anton Emil Friedrich Sieffert      | deutscher evangelisch-reformierter Theologe                                                                                       | 67    |       |
| 30. Oktober | Landolin Winterer                  | französisch-deutscher Geistlicher und Politiker, MdR                                                                              | 79    |       |
| 30. Oktober | Niko Zchwedadse                    | georgischer Lehrer, Pädagoge, Schriftsteller und Publizist                                                                        | 66    |       |
| 31. Oktober | William Wirt Culbertson            | US-amerikanischer Politiker | 76    |       |
| 31. Oktober | Henry Christopher McCook           | US-amerikanischer Geistlicher, Autor und Entomologe                                                                               | 74    |       |

## November
| Tag          | Name                                   | Beruf, bekannt als                                                                                            | Alter | Beleg |
| ------------ | -------------------------------------- | --- | ----- | ----- |
| 1. November  | Gertrude Elizabeth Blood               | britische Autorin, Kolumnistin und Redakteurin                                                                | 54    |       |
| 1. November  | Carola Bruch-Sinn                      | österreichische Schriftstellerin und Redakteurin                                                              | 58    |       |
| 1. November  | James Benton Grant                     | US-amerikanischer Politiker                                                                                   | 63    |       |
| 1. November  | Oswald Holder-Egger                    | deutscher Mediävist und Paläograph                                                                            | 60    |       |
| 3. November  | George Chrystal                        | schottischer Mathematiker                                                                                     | 60    |       |
| 3. November  | Norman Jay Colman                      | US-amerikanischer Politiker                                                                                   | 84    |       |
| 3. November  | Richard Schneider                      | deutscher Jurist, Mitglied der ersten Kammer der Badischen Ständeversammlung                                  | 88    |       |
| 3. November  | Hans Steinert                          | deutscher Neurologe                                                                                           | 36    |       |
| 4. November  | Gustav Ritter von Ebermayer            | deutscher Ingenieur und Generaldirektor                                                                       | 72    |       |
| 4. November  | Viktor Kraemer senior                  | deutscher Verleger in Heilbronn                                                                               | 71    |       |
| 4. November  | Karl Edler von Pohnert                 | österreichischer Politiker und kaiserlicher Rat                                                               | 79    |       |
| 4. November  | Philipp Stöhr                          | deutscher Anatom und Hochschullehrer                                                                          | 62    |       |
| 5. November  | James Gunn                             | US-amerikanischer Politiker                                                                                   | 68    |       |
| 6. November  | Gustav Gröber                          | deutscher Romanist                                                                                            | 67    |       |
| 6. November  | Hermann von Loga                       | Gutsbesitzer und preußischer Politiker                                                                        | 51    |       |
| 6. November  | Hermann von Teschenberg                | österreichischer Jurist                                                                                       | 45    |       |
| 6. November  | Joseph Victor Widmann                  | Schweizer Journalist und Schriftsteller                                                                       | 69    |       |
| 8. November  | Gebhard Braun                          | deutscher Kaufmann, MdR                                                                                       | 68    |       |
| 8. November  | Eduard Gaebler                         | deutscher Kupferstecher, Lithograf, Kartograf und Verleger                                                    | 69    |       |
| 9. November  | Eduard Ehrke                           | deutscher Landschaftsmaler                                                                                    | 74    |       |
| 9. November  | Howard Pyle                            | US-amerikanischer Illustrator und Autor                                                                       | 58    |       |
| 10. November | Christian Lundeberg                    | schwedischer Politiker und Ministerpräsident                                                                  | 69    |       |
| 10. November | Adolf Schill                           | deutscher Architekt, Innenarchitekt, Kunstgewerbler, Maler und Hochschullehrer                                | 63    |       |
| 10. November | Félix Ziem                             | französischer Maler                                                                                           | 90    |       |
| 11. November | Bernhard Fränkel                       | deutscher HNO-Arzt und Hochschullehrer                                                                        | 74    |       |
| 11. November | Johannes Orb                           | Landtagsabgeordneter Großherzogtum Hessen                                                                     | 57    |       |
| 11. November | Herrmann Robert Reiss                  | deutscher Erfinder und Firmengründer                                                                          | 66    |       |
| 12. November | Andrea Busiri Vici                     | italienischer Architekt                                                                                       | 93    |       |
| 12. November | Anna Schapire-Neurath                  | österreichische Schriftstellerin, Lyrikerin, Frauenrechtlerin                                                 | 34    |       |
| 13. November | Joseph Roman Lorenz                    | österreichischer Gymnasiallehrer, Volkswirt und Naturforscher                                                 | 85    |       |
| 13. November | Otto Donner von Richter                | deutscher Historien- und Porträtmaler, Kunstschriftsteller                                                    | 83    |       |
| 13. November | Nehemiah D. Sperry                     | US-amerikanischer Politiker                                                                                   | 84    |       |
| 13. November | Cecilie Thoresen                       | norwegische Frauenrechtlerin, erste Studentin Norwegens                                                       | 53    |       |
| 13. November | Heinrich Winter                        | deutscher Maler                                                                                               | 68    |       |
| 14. November | Moritz Friedländer                     | Verleger | 89    |       |
| 14. November | Ottilie Genée                          | deutsche Schauspielerin und Sängerin                                                                          | 77    |       |
| 14. November | Richard Hüttig                         | deutscher Unternehmer in der Fotoindustrie                                                                    | 84    |       |
| 15. November | Werner Alfred Pietschker               | deutscher Flugpionier                                                                                         | 24    |       |
| 15. November | Walter Sintenis                        | deutscher Bildhauer                                                                                           | 44    |       |
| 15. November | Theophil Tschudy                       | Schweizer Architekt                                                                                           | 64    |       |
| 16. November | Engelbert Arnold                       | Schweizer Elektroingenieur                                                                                    | 55    |       |
| 16. November | Lawrence Feuerbach                     | US-amerikanischer Kugelstoßer                                                                                 | 32    |       |
| 16. November | Heinrich Gogarten                      | deutscher Landschaftsmaler und Vertreter des Symbolismus                                                      | 61    |       |
| 16. November | Eugen de Haën                          | deutscher Chemiker, Unternehmer und Kommerzienrat                                                             | 75    |       |
| 16. November | Ernst von Herzog                       | deutscher Klassischer Philologe, Althistoriker, Epigraphiker und Provinzialrömischer Archäologe               | 76    |       |
| 16. November | Eugene William Oates                   | britischer Naturwissenschaftler                                                                               | 65    |       |
| 16. November | Max Zenger                             | deutscher Komponist                                                                                           | 74    |       |
| 17. November | Adolf von Deines                       | preußischer Offizier, zuletzt General der Kavallerie, Militärattaché sowie Generaladjutant Kaiser Wilhelm II. | 66    |       |
| 17. November | Marie Hirsch                           | deutsche Schriftstellerin                                                                                     | 63    |       |
| 17. November | Victor Marcus                          | Jurist, Senator und Bürgermeister in Bremen                                                                   | 62    |       |
| 18. November | Louis Canivez                          | belgischer Komponist und Dirigent                                                                             | 74    |       |
| 18. November | Ernest d’Hervilly                      | französischer Journalist und Schriftsteller                                                                   | 72    |       |
| 19. November | Adolph Boehm                           | deutscher Komponist                                                                                           | 33    |       |
| 19. November | Ramón Cáceres                          | Präsident der Dominikanischen Republik                                                                        | 44    |       |
| 19. November | Ján Vályi                              | griechisch-katholischer Bischof von Prešov                                                                    | 74    |       |
| 21. November | Pierre-Marie-Etienne-Gustave Ardin     | französischer römisch-katholischer Geistlicher und Erzbischof von Sens                                        | 70    |       |
| 21. November | Claus Koepcke                          | deutscher Ingenieur und Professor                                                                             | 80    |       |
| 21. November | Carl Stangen                           | deutscher Unternehmer, Weltreisender und Schriftsteller                                                       | 78    |       |
| 22. November | William George Aston                   | britischer Japanologe und Konsularbeamter in Japan und Korea                                                  | 70    |       |
| 22. November | Hermann Fiedeler                       | deutscher Landwirt und Bürgervorsteher                                                                        | 67    |       |
| 22. November | Alexander Schoeller                    | deutscher Bankier                                                                                             | 59    |       |
| 23. November | Eduardo Barrón González                | spanischer Bildhauer                                                                                          | 53    |       |
| 23. November | Jacob Hamburger                        | deutscher Rabbiner                                                                                            | 85    |       |
| 23. November | Hugo von Tschudi                       | Schweizer Kunsthistoriker                                                                                     | 60    |       |
| 24. November | John T. Cutting                        | US-amerikanischer Politiker                                                                                   | 67    |       |
| 24. November | John F. Dryden                         | US-amerikanischer Politiker                                                                                   | 72    |       |
| 24. November | Wilhelm Jensen                         | deutscher Lyriker und Schriftsteller                                                                          | 74    |       |
| 24. November | Wladimir Nikolajewitsch Nikolajew      | russischer Architekt                                                                                          | 64    |       |
| 25. November | William H. Baker                       | US-amerikanischer Jurist und Politiker                                                                        | 84    |       |
| 25. November | William Hay, 10. Marquess of Tweeddale | britischer Peer und Politiker                                                                                 | 85    |       |
| 25. November | Baker Creed Russell                    | britischer General                                                                                            | 73    |       |
| 26. November | Thomas Beall Davis                     | US-amerikanischer Politiker                                                                                   | 83    |       |
| 26. November | Komura Jutarō                          | Politiker und Diplomat der Meiji-Zeit im Kaiserreich Japan                                                    | 56    |       |
| 26. November | Laura Lafargue                         | Tochter von Jenny und Karl Marx und Ehefrau des Sozialisten Paul Lafargue                                     | 66    |       |
| 26. November | Paul Lafargue                          | Sozialist und ein Schwiegersohn von Karl Marx                                                                 | 69    |       |
| 27. November | Irving Bedell Dudley                   | US-amerikanischer Diplomat                                                                                    | 49    |       |
| 27. November | James William Marshall                 | US-amerikanischer Politiker                                                                                   | 67    |       |
| 27. November | Ludwig Pietsch                         | deutscher Maler, Kunstschriftsteller und Feuilletonist                                                        | 86    |       |
| 27. November | Josef Anton Schobinger                 | Schweizer Politiker                                                                                           | 62    |       |
| 27. November | Carl Stüve                             | deutscher Lehrer, Numismatiker und Herausgeber historischer Werke                                             | 85    |       |
| 28. November | Johann Diefenbach                      | deutscher römisch-katholischer Geistlicher                                                                    | 79    |       |
| 28. November | Louis Adolf Gölsdorf                   | österreichischer Ingenieur und Lokomotiv-Konstrukteur                                                         | 74    |       |
| 28. November | Laurenz Müllner                        | österreichischer katholischer Theologe, Philosoph und Hochschullehrer in Wien                                 | 63    |       |
| 28. November | Gustave de Rothschild                  | französischer Bankier und Künstsammler                                                                        | 82    |       |
| 29. November | Isaac Johnson                          | Erfinder des Klinker                                                                                          | 100   |       |
| 29. November | Martin Kallmann                        | deutscher Elektrotechniker                                                                                    | 44    |       |
| 29. November | Otto Suppes                            | deutscher Reichsgerichtsrat                                                                                   | 75    |       |
| 30. November | Eugen von Loë                          | preußischer Verwaltungsbeamter, Landrat                                                                       | 72    |       |
| 30. November | Johannes Vahlen                        | deutscher Klassischer Philologe                                                                               | 81    |       |
| 30. November | Gottfried Wilda                        | österreichischer Maler                                                                                        | 49    |       |

## Dezember
| Tag          | Name                               | Beruf, bekannt als                                                                               | Alter | Beleg |
| ------------ | ---------------------------------- | ------------------------------------------------------------------------------------------------ | ----- | ----- |
| 1. Dezember  | Martha Friedemann                  | deutsche Schriftstellerin                                                                        | 64    |       |
| 1. Dezember  | Thomas Francis Gilroy              | US-amerikanischer Politiker                                                                      | 71    |       |
| 1. Dezember  | Wassili Maximowitsch Maximow       | russischer Maler                                                                                 | 67    |       |
| 1. Dezember  | Richard Barham Middleton           | britischer Dichter                                                                               | 29    |       |
| 1. Dezember  | Carl Stiehl                        | deutscher Musikpädagoge, Musikwissenschaftler, Dirigent und Musikbibliothekar                    | 85    |       |
| 3. Dezember  | Friedrich Dernburg                 | deutscher Publizist und Politiker (NLP), MdR                                                     | 78    |       |
| 4. Dezember  | Heinrich von Brunck                | deutscher Chemiker und Manager                                                                   | 64    |       |
| 4. Dezember  | Sophia Hinerangi                   | neuseeländische Touristenführerin                                                                |       |       |
| 4. Dezember  | James A. D. Richards               | US-amerikanischer Politiker                                                                      | 66    |       |
| 5. Dezember  | Warren S. Johnson                  | Erfinder                                                                                         | 64    |       |
| 5. Dezember  | Walentin Alexandrowitsch Serow     | russischer Maler und Grafiker                                                                    | 46    |       |
| 6. Dezember  | Jenkin Coles                       | australischer Politiker, Sprecher des South Australian House of Assembly                         |       |       |
| 6. Dezember  | Paul Gauckler                      | französischer Archäologe                                                                         | 45    |       |
| 6. Dezember  | Theodor Ferdinand Hurtzig          | deutscher Verwaltungsjurist und Politiker                                                        | 78    |       |
| 7. Dezember  | Ruth Bré                           | deutsche Mutter- und Frauenrechtlerin, Journalistin und Autorin                                  |       |       |
| 7. Dezember  | Alphonse Legros                    | britischer Maler des Realismus mit französischen Wurzeln                                         | 74    |       |
| 7. Dezember  | George Lewis, 1. Baronet           | britischer Jurist                                                                                | 78    |       |
| 7. Dezember  | Albinus Nance                      | US-amerikanischer Politiker                                                                      | 63    |       |
| 7. Dezember  | Henry C. Smith                     | US-amerikanischer Politiker                                                                      | 55    |       |
| 8. Dezember  | Tony Robert-Fleury                 | französischer Historienmaler                                                                     | 74    |       |
| 8. Dezember  | Jakob Scheiner                     | deutscher Maler                                                                                  | 91    |       |
| 10. Dezember | Heinrich Contze                    | deutscher Lehrer und Politiker (NLP), MdR                                                        | 41    |       |
| 10. Dezember | Joseph Dalton Hooker               | englischer Botaniker und Reisender                                                               | 94    |       |
| 10. Dezember | J. H. Jones                        | US-amerikanischer Politiker                                                                      | 75    |       |
| 11. Dezember | Thomas Ball                        | US-amerikanischer Bildhauer                                                                      | 92    |       |
| 11. Dezember | Victor Lemoine                     | französischer Pflanzenzüchter                                                                    | 88    |       |
| 11. Dezember | Prithvi                            | König von Nepal                                                                                  | 36    |       |
| 12. Dezember | Ambrogio Agius                     | maltesischer Ordensgeistlicher, römisch-katholischer Erzbischof und Diplomat des Heiligen Stuhls | 55    |       |
| 12. Dezember | Peter Baumgartner                  | deutscher Maler                                                                                  |       |       |
| 12. Dezember | Emily von Bothmer                  | deutsche Staatsdame am großherzoglichen Hof von Sachsen-Weimar-Eisenach                          | 78    |       |
| 12. Dezember | Mohammad Kāzem Chorāsāni           | schiitischer Mudschtahid und politischer Aktivist aus dem Iran                                   |       |       |
| 12. Dezember | Max Conrat                         | deutscher Rechtshistoriker                                                                       | 63    |       |
| 12. Dezember | Honoré Daumet                      | französischer Architekt                                                                          | 85    |       |
| 12. Dezember | Daniel Greene                      | kanadischer Politiker und Premierminister der Kronkolonie Neufundland                            |       |       |
| 12. Dezember | Georg Hillmar                      | deutscher Gerätturner                                                                            | 35    |       |
| 12. Dezember | John Frederick Parker              | US-amerikanischer Marineoffizier                                                                 |       |       |
| 12. Dezember | William Franklin Strowd            | US-amerikanischer Politiker                                                                      | 79    |       |
| 13. Dezember | Nikolai Nikolajewitsch Beketow     | russischer Chemiker                                                                              | 84    |       |
| 13. Dezember | Eugen von Kahler                   | tschechischer Maler                                                                              | 29    |       |
| 13. Dezember | Thomas Knorr                       | deutscher Verleger und Kunstsammler                                                              | 60    |       |
| 14. Dezember | Paul Vayson                        | französischer Maler und Zeichner                                                                 | 70    |       |
| 15. Dezember | Alexander Pflaum                   | Bankier                                                                                          | 72    |       |
| 15. Dezember | Harry E. Richter                   | US-amerikanischer Politiker                                                                      | 64    |       |
| 15. Dezember | Eberhard von Rothkirch             | Mitbegründer und Vorsitzender des ersten CVJM in Deutschland                                     | 59    |       |
| 15. Dezember | Hermann von Salza und Lichtenau    | sächsischer Generalmajor                                                                         | 53    |       |
| 16. Dezember | Hermann August Richter             | deutscher Architekt                                                                              | 69    |       |
| 17. Dezember | Alois Hölzl                        | österreichischer Politiker                                                                       | 66    |       |
| 17. Dezember | Maximilian von Voß                 | deutscher Großgrundbesitzer, Landrat und Politiker in Preußen                                    | 62    |       |
| 18. Dezember | Jean-Baptiste Édouard Bornet       | französischer Botaniker                                                                          | 83    |       |
| 18. Dezember | Wilhelm Heinichen                  | deutscher Verwaltungsjurist                                                                      | 55    |       |
| 18. Dezember | Theodor Preger                     | deutscher Byzantinist und Gymnasiallehrer                                                        | 45    |       |
| 18. Dezember | Alberto Randegger                  | österreichisch-britischer Gesangspädagoge, Dirigent und Komponist                                | 79    |       |
| 19. Dezember | John Bigelow, Sr.                  | US-amerikanischer Jurist und Politiker                                                           | 94    |       |
| 19. Dezember | Toni Braun                         | österreichische Theaterschauspielerin und Sängerin (Sopran)                                      | 35    |       |
| 19. Dezember | Eleonore Heerwart                  | deutsche Kindergärtnerin, Pädagogin und Schriftstellerin                                         | 76    |       |
| 19. Dezember | Leopold Heindl                     | oberösterreichischer Politiker, Unternehmer und Realitätenbesitzer                               | 77    |       |
| 20. Dezember | Joan Maragall                      | katalanischer Dichter                                                                            | 51    |       |
| 20. Dezember | William McGregor                   | schottischer Fußballfunktionär                                                                   | 65    |       |
| 20. Dezember | Paul Topinard                      | französischer Mediziner, Anthropologe und Hochschullehrer                                        | 81    |       |
| 21. Dezember | Stephan Clessin                    | deutscher Malakologe und Paläontologe                                                            | 78    |       |
| 21. Dezember | Benjamin F. Jonas                  | US-amerikanischer Politiker                                                                      | 77    |       |
| 21. Dezember | Rodolphe Radau                     | deutsch-französischer Astronom                                                                   | 76    |       |
| 22. Dezember | Ernst van Semmern                  | deutscher Konteradmiral der Kaiserlichen Marine                                                  | 51    |       |
| 23. Dezember | Axel von Colmar                    | preußischer Regierungspräsident und Politiker, MdR                                               | 70    |       |
| 23. Dezember | Karl Hoschna                       | österreichisch-amerikanischer Musiker und Komponist                                              | 34    |       |
| 23. Dezember | Petar Velimirović                  | serbischer Politiker                                                                             | 63    |       |
| 24. Dezember | Hugo Hoffmann                      | deutscher Konditor und Unternehmer                                                               | 67    |       |
| 24. Dezember | Samuel Matthews Robertson          | US-amerikanischer Politiker                                                                      | 59    |       |
| 25. Dezember | Clemens Kissel                     | deutscher Graveur und Schriftsteller                                                             | 62    |       |
| 25. Dezember | Edoardo Pulciano                   | italienischer römisch-katholischer Geistlicher und Erzbischof von Genua                          | 59    |       |
| 26. Dezember | Heinrich Franz Chalybäus           | deutscher Jurist                                                                                 | 71    |       |
| 26. Dezember | Blanda Corony                      | deutsch-österreichische Schriftstellerin, Schauspiel- und Opernkritikerin                        |       |       |
| 26. Dezember | Benno Hennicke                     | deutscher Ingenieur und Politiker, MdHB                                                          | 76    |       |
| 26. Dezember | Ottomar Reichelt                   | deutscher Architekt und hochrangiger sächsischer Baubeamter                                      | 58    |       |
| 26. Dezember | Ludwig Gustav Voltz                | deutscher Tier- und Landschaftsmaler sowie Zeichner und Illustrator                              | 86    |       |
| 29. Dezember | Ernst von Steinberg                | preußischer Offizier, Gutsbesitzer und Mitglied des Preußischen Herrenhauses                     | 63    |       |
| 30. Dezember | Siegfried Lipiner                  | österreichischer Autor und Philosoph                                                             | 55    |       |
| 30. Dezember | Grigori Grigorjewitsch Mjassojedow | russischer Maler und Bildhauer, Vertreter der Peredwischniki                                     | 77    |       |
| 30. Dezember | Johann Heinrich Steinthal          | deutscher Rechtsanwalt                                                                           | 86    |       |
| 31. Dezember | Franz von Winckel                  | deutscher Gynäkologe                                                                             | 74    |       |
|              | Louise Vermilyea                   | US-amerikanische Serienmörderin                                                                  |       |       |